# 煙害

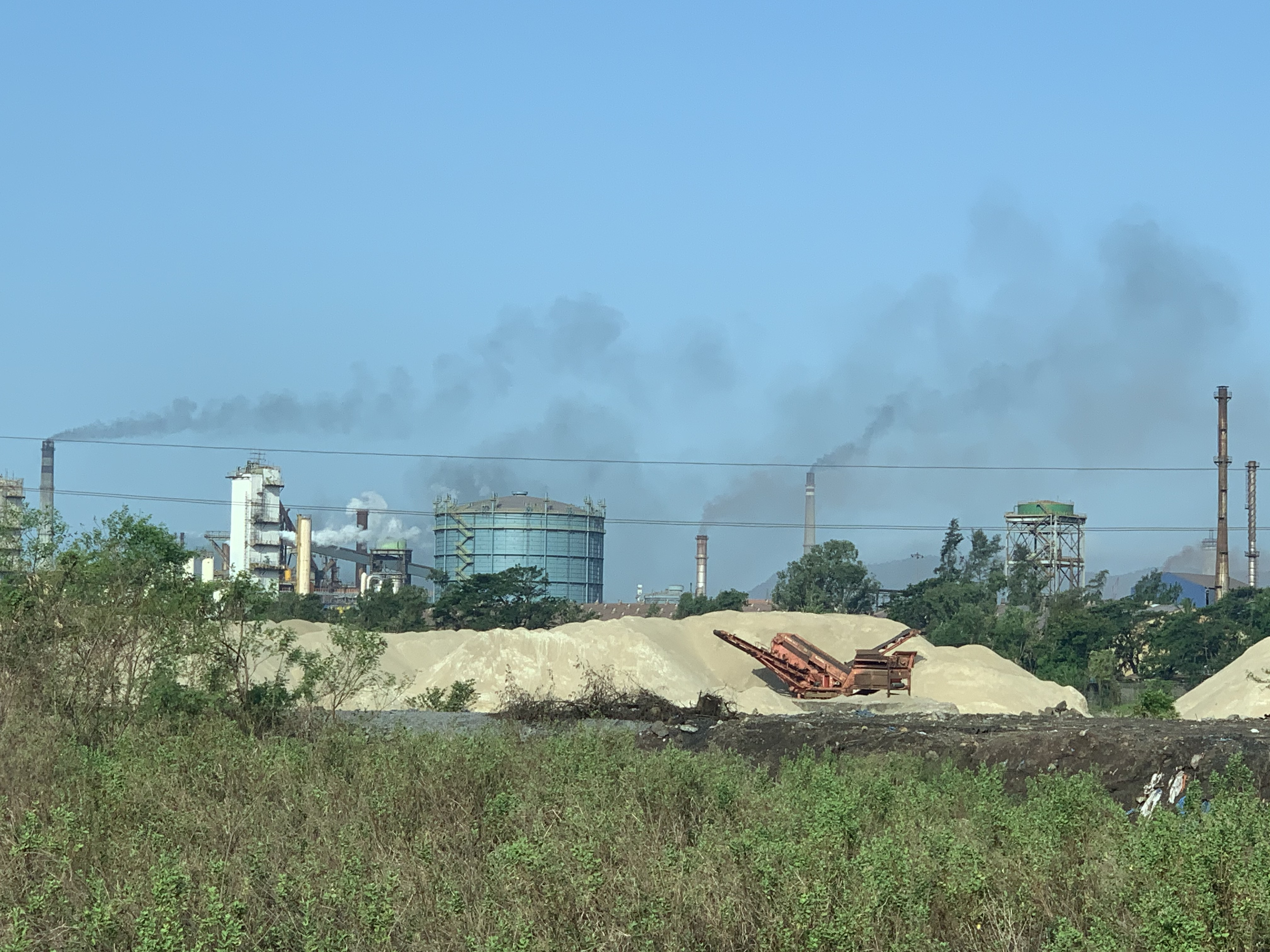
インド・ムンバイの煙害

煙害（えんがい）とは、ガスや煙などの有害な気体による被害を指し、特に自然以外の人為的な発生源によって生じるものは公害として扱われる。

## 歴史
明治の殖産興業政策下の1893年に、別子銅山での銅精錬時に発生する排出ガスによると思われる水稲・麦被害が広範囲に発生し、補償を求める住民と、補償を拒む住友鉱業の間で紛争になった。しかし結局、精錬所側が賠償金を支払うこととなった。
1902年以降、秋田県小坂鉱山の煙害が深刻化。国有林分だけでも5万ha以上の森林が被害を受けた。森林を回復のために煙害に強く痩せた土地でも生育するニセアカシアの植林が行われ、1964年までに570haに及んだ。
1907年には、茨城県日立鉱山北側の集落の蕎麦に被害が発生したが、その後の交渉で補償契約が成立、山上に大煙突を建てるなどの対策を行った。
煙害は都市部でも見られ、1913年には鉄道や深川本所方面の工場からの煙害で、上野恩賜公園の立木が年間30-40本が枯損する被害に遭っていた。
太平洋戦争後は高度経済成長期に大気汚染が進み、各工業地域での大気汚染は深刻化し、四日市ぜんそくや足尾鉱毒事件などの公害が出現した。このため、1962年に「ばい煙規制法」が制定され、国が指定した地域において「すすその他の粉じん」及び「亜硫酸ガス又は無水硫酸」の排出が規制されることとなった。1967年には公害対策基本法が、1968年には大気汚染防止法が成立し、厳しい排出総量規制が敷かれるようになった。1970年、佐藤首相は、公害は「国民の最大の関心事」と位置づけ、環境庁を新設。煤煙を含む公害対策にさらに深く取り組むようになった。現在は不法産業廃棄物処理業者の焼却処理や、自動車および建設機械のディーゼルエンジンに由来する黒煙・白煙の浮遊粒子状物質（SPM）が問題となっている。

## 煙害の原因
基本的にはモノを加熱、燃焼させることで粒子状物質が放出されたり化学物質が気化して、大気が汚染されることによる。よって、燃焼を伴う行為はすべて煙害の原因になりうる。

### 野焼き、薪ストーブ

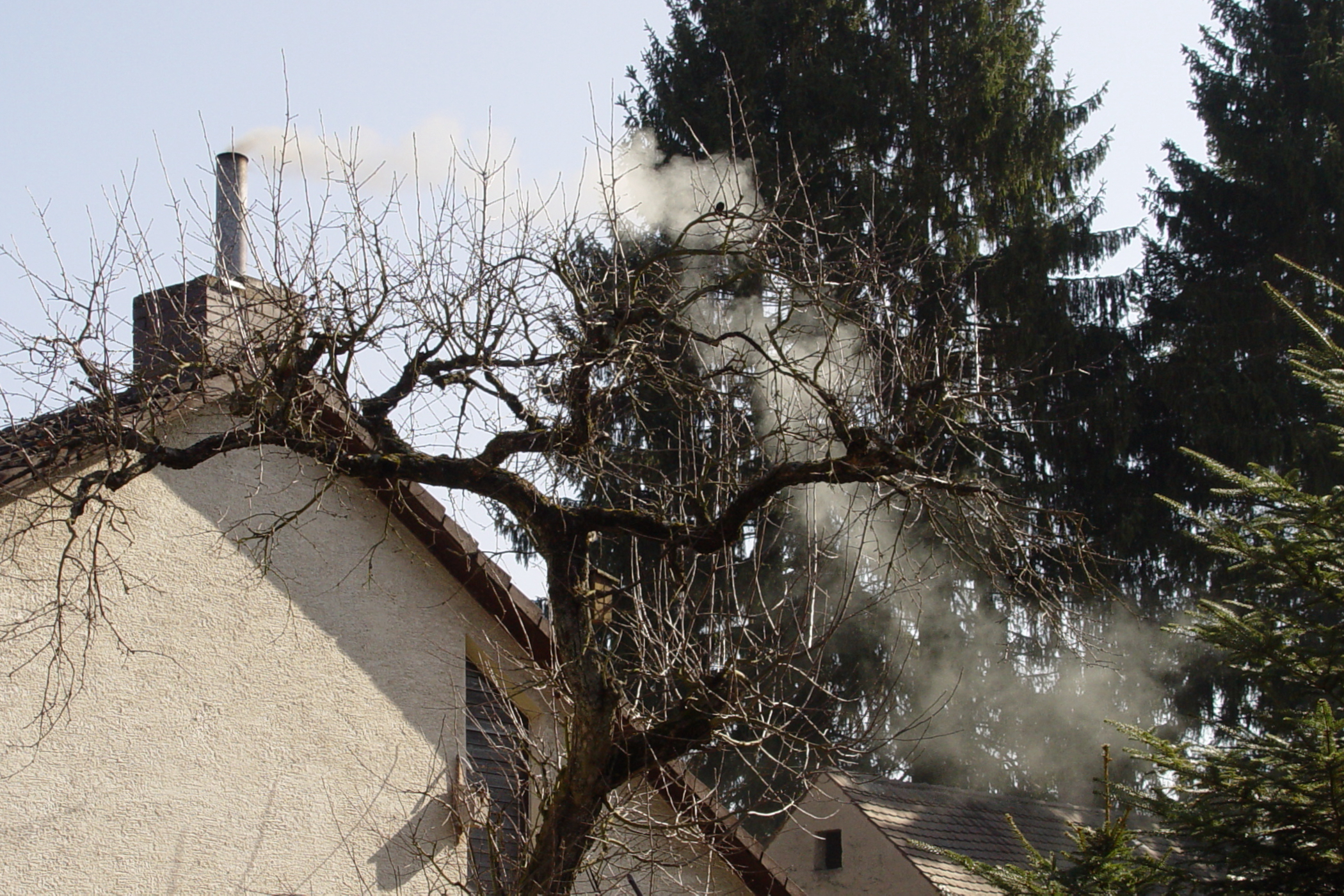
ドイツの薪ストーブの煙

企業の排煙は大気汚染防止法で厳しく取り締まられた一方、農家や一般家庭に対する規制は甘く、近年ではそれらが相対的に重大な汚染源となっている。

### たばこ
たばこの煙は職場や家庭などでの受動喫煙問題に関連して言及されることが多い。身近での目に見える煙の発生であり臭いの好き嫌いなどの感情論に置き換えられがちであるが、喫煙者本人・受動喫煙者にかかわらず健康被害をもたらすことが明らかになっている。受動喫煙による臭いなどの不快感や健康被害だけでなく、電子機器へも影響を及ぼしうる。たばこの煙を強制的に吸わせられる行為は、日本においてセクシャルハラスメント（セクハラ）に準えて「スモークハラスメント（スモハラ）」と呼称する場合もある（和製英語）。これらには、職場の上司等から受動喫煙を強いられる、あるいは喫煙を強要されるなど、パワーハラスメントの範疇に入るものもある。米国の調査では、たばこの煙に接する機会は、社会の様々な場面で減少しつつあることが報告されている。

### 自動車

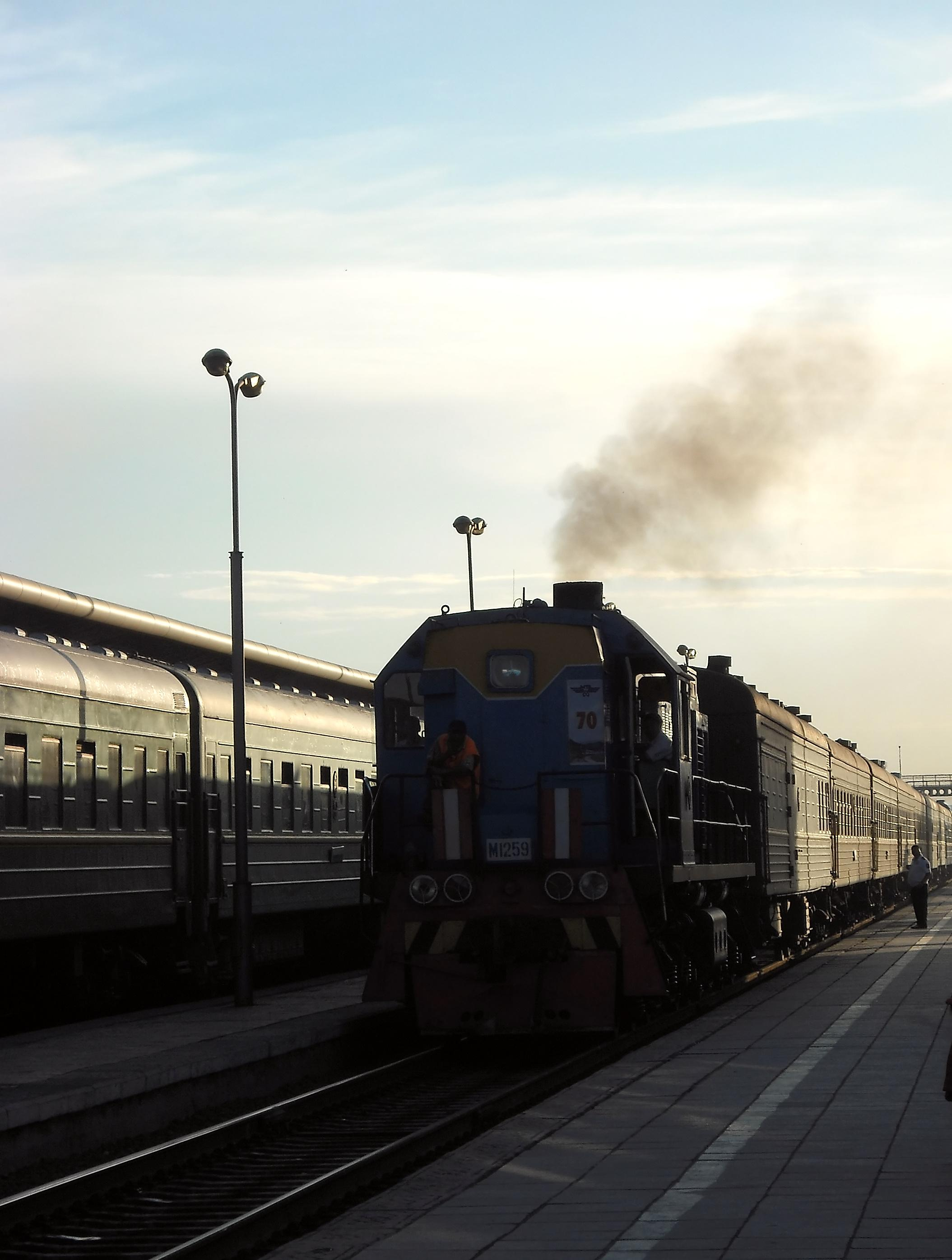
ディーゼル機関車

自動車の排気ガス、特にディーゼルエンジンによるものは光化学スモッグの主な原因とされる。

## 健康被害
PM2.5の濃度と死亡リスクの上昇に相関があることがわかっている。PM2.5濃度が10µg/m3上昇すると事故を除く全死亡や呼吸器系、循環器系の死亡リスクが0.数 % - 数 ％程度増加すると推計されている。

### その他の被害
煙による洗濯物の汚れ、建築物（歴史的建造物を含む）汚損、煙の悪臭などが挙げられる。また、煙の浮遊粉塵はマイクロメートル単位と非常に粒子が細かく、長期間に渡って大気中を漂う。このため大規模な煙害では、太陽光の照射量が不足して、地域の植物の生育に深刻なダメージを与え、結果としてそれらを食べる動物にもダメージを与える。

## 汚染の目安
粒子状物質、化学物質、化合物、気相成分、光化学反応物に分けられ、人への生理的影響は、臭いと感じる濃度で避けられないことが多い。臭いは感じず自覚症状のない状態で、幹線道路沿線など快晴・低湿度時に1 km程先のビルや塔が僅かに霞む状態でPM2.5において50 µg/m以上と推察される。

## 規制
大気汚染防止法による広範な規制に加え、環境基準の「大気汚染に係る環境基準」により具体的な基準値が設定されている。
- 浮遊粒子状物質　　PM10（粒径10 µm）：（SPM）1時間値の1日平均値が0.10 mg/m3以下であり、かつ、1時間値が0.20 mg/m3以下であること。(48. 5.8告示)
- 微小粒子状物質　　PM2.5（粒径2.5 µm）： 1年平均値が15 µg/m3以下であり、かつ、１日平均値が35 µg/m3以下であること。（H21.9.9告示）

## 国外の煙害

### 中国
2010年中国の工業化の躍進と追いつかない環境施策のため発生した煙害のPM2.5について、2010年の中国の死亡者数の約15 ％が、PM2.5が原因で亡くなったとする研究報告が発表された。
2008年春の黄砂によって日本に飛来して多くのTV・新聞報道がなされて、日本政府と多くの自治体が対策に追われた。PM2.5対応空気清浄機の利用やPM2.5 80 µg/m3で外出を控えるように報道された。

### イギリス

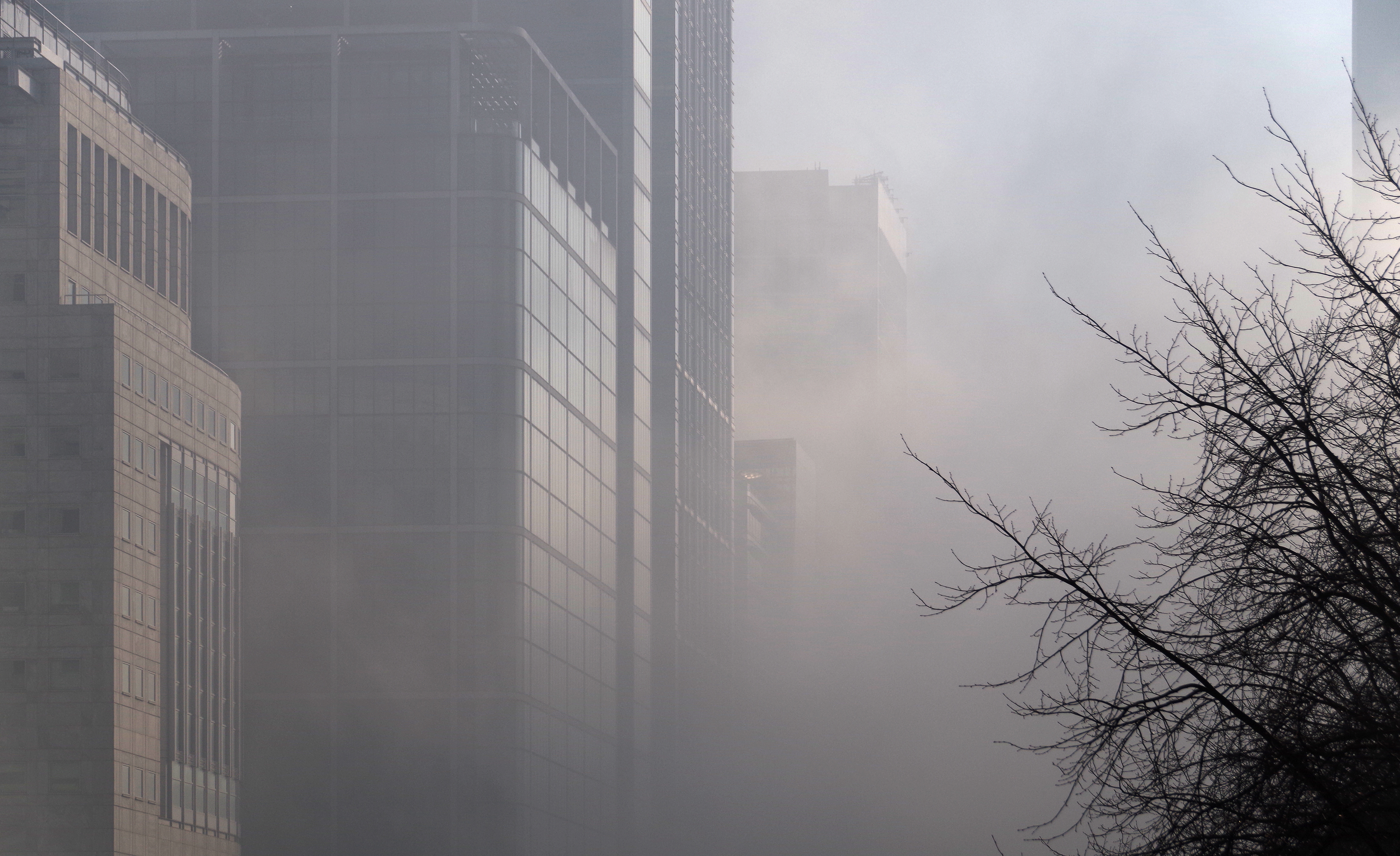
ロンドン・スモッグ

煤煙による被害は化石燃料の利用が進んだ産業革命以降に深刻化した。こと化石化燃料の燃焼ガスには有機硫黄化合物が含まれ、これが環境汚染を招いたのである。特にロンドンでは、1952年12月に、スモッグでロンドン市民約1万人以上が健康被害で死亡している。
イギリスでは、大気汚染によって引き起こされる非常に濃い霧をピースープ・フォッグ（キラーフォッグ）と呼んでいた。
1661年には、作家のジョン・イーヴリンが約40ページからなる『フミフギウム』(煙害追放論)を都市改良の勅令を発布したイングランド王チャールズ2世に献呈した。
1818-1820年には、気象学者のルーク・ハワードが『ロンドンの気候』（原題：The Climate of London）を出版した。この中で、city fog という用語を出して、煙による大気汚染とヒートアイランド現象の関係と気象への影響を説明した。
多くの指摘や研究から、煙害を防止する法律として、Smoke Nuisance Abatement (Metropolis) Act 1853、Smoke Nuisance Abatement (Metropolis) Act 1856、1956年大気浄化法（Clean Air Act 1956）などが発布された。これらの法律は、1993年に1993年大気浄化法（Clean Air Act 1993）に更新された。